# Filofrosyne (księżyc)
Filofrosyne lub Philophrosyne (Jowisz LVIII) – mały zewnętrzny księżyc Jowisza. Został on odkryty przez grupę astronomów z Uniwersytetu Hawajskiego, kierowaną przez Scotta Shepparda. Zalicza się go do grupy Ananke.
Jest jednym z 23 księżyców Jowisza odkrytych w 2003 roku, po 24 latach od chwili przelotu przez system tej planety sondy Voyager 2. Do 2019 roku nosił oznaczenie tymczasowe S/2003 J 15, jego nazwa została wyłoniona w głosowaniu. Mityczna Philophrosyne była personifikacją życzliwości i powitania, a przy tym wnuczką Zeusa.